# 河原潤子
河原 潤子（かわはら じゅんこ、横浜市中区石川町 生、1959年6月15日 - ）は、日本の翻訳家、コラム執筆者、著述家、書評家、コーディネーターである。英語での仕事は「June Kawahara」の名前で知られる。プロシード株式会社代表。客室乗務員→外資系会社→フジテレビ「なるほどザ・ワールド」番組制作参加を機に会社設立。

## 翻訳・通訳
英語に関しては河原潤子本人　及び　その他登録人材による翻訳・通訳
公的文書翻訳、外務省認証業務の補佐等
中国、韓国、タイ、フィリピン、インドネシア、ドイツ、フランス、アラブ、スペイン
※テレビ局向け業務：来日ゲストアテンド、現地取材音声の通訳、テロップ翻訳、海外への事実確認に関する問い合わせと連絡業務の援助

## 物書き
文化社会面、生活欄、注目商品解説他　署名記事、取材提案多数
代表的海外取材記事：タイガー・ウッズ独占記事、
NYは9・11から立ち直ったのか　世界を震撼させたテロから15年－グラウンド・ゼロを歩く（出典：2016年https://www.sankei.com/article/20160911-I3S627LQTZLUZMDJOMU2UGVDXQ/）
農林水産省、厚生労働省のパブリックアクセプタンス書参加多数（食品安全表示、食育、臓器移植の分野）
広告代理店電通からの依頼で記事広告、インタビュー記事、商品ガイドブック多数
映画制作向けシノプシス（原作本の内容を1～2ページに圧縮したもの）多数
インタビュー著書 「三東アパレルグループ物語」　三東アパレルグループ物語 : 大塚氏卒寿を迎え、過ぎし方を語る （話は行ったり来たり戻ったりー）河原潤子 聞き手・著（出典：https://ndlsearch.ndl.go.jp/books/R100000002-I025928406）
産経新聞写真ニュース、産経子どもニュース記者（出典：http://www.sankeikids.com/list_view.php?view_id=social）、
産経新聞書評『第八の探偵』アレックス・パヴェージ著、鈴木恵訳　異色の「作中作」ミステリー（出典：2021年 https://www.sankei.com/life/news/210509/lif2105090020-n1.html）
産経新聞書評『木曜殺人クラブ』リチャード・オスマン著、羽田詩津子訳　人生の黄昏味わう犯罪小説（出典：2021年10月24日 産経新聞 https://www.sankei.com/article/20211024-JSKFQI4JSZJGJM2NEMF3KRFYZ4/)
産経新聞書評『北の国から　黒板五郎の言葉』倉本聰著、碓井広義編　　生きる力伝える名場面集　（出典：2022年1月９日 産経新聞 https://www.sankei.com/article/20220109-ZF3CB5NUWRN2LFVUAJSZGNOQFI/）
産経新聞書評　『あの図書館の彼女たち』　戦時の悲しみと人生賛歌　ジャネット・スケスリン・チャールズ著／高山祥子訳　（出典：2022年4月24日 産経新聞 https://www.sankei.com/article/20220424-GVSDLISA4RLW5EV4VBZEYRWSVM/）
産経新聞書評　『リリアンと燃える双子の終わらない夏』　家族のあり方を問う物語　ケヴィン・ウィルソン著／芦澤恵訳　（出典：2022年7月10日 産経新聞　https://www.sankei.com/article/20220710-NF33LSSUTFJ2LPY7E26MQRTGR4/）
産経新聞書評　『真夜中の密室』　異色の元捜査官　犯人暴く　ジェフリー・ディーヴァー著／池田真紀子訳　（出典：2022年10月9日 産経新聞　https://www.sankei.com/article/20221009-7EYQHPRH7BKX7KIBZPKDUHFNLY/）
産経新聞書評　『珈琲と煙草』　生き方を描いた48編　フェルディナント・フォン・シーラッハ著／酒寄進一訳　（出典：2023年4月23日 産経新聞）https://www.sankei.com/article/20230423-ELMG3DNE4VMJXPEBUDI7KKKMSA/
産経新聞書評　『郊外の探偵たち』　異人種混住が生む力　ファビアン・ニシーザ著／田村義進訳　（出典：2023年10月29日 産経新聞）https://www.sankei.com/article/20231029-JAXUHVFG6VKVZFVHXI4Q5UOHNA/
産経新聞書評　『化学の授業をはじめます』　女性を力づける物語　ボニー・ガルマス著／ 鈴木美朋  訳　（出典：2024年1月28日 産経新聞）https://www.sankei.com/article/20240128-Q33Z3AQS2FIYDOMJHEW2XJUNWY/
産経新聞書評　『両京十五日　Ⅰ、Ⅱ』　明代歴史絵巻の良訳　馬伯庸著、齊藤正高・泊功訳　（出典：2024年３月31日 産経新聞　https://www.sankei.com/article/20240331-5J3XREUBJRKCDGQKW2YDRNFDUU/）
産経新聞書評　『いろいろな幽霊』　世界の謎を想像で解く　 ケヴィン・ブロックマイヤー 著、 市田泉  訳（出典：2024年6月9日 産経新聞　https://www.sankei.com/article/20240609-XIBKOWSXYBNFPBZDYQZP7X3K64/
産経新聞　書評　『難問の多い料理店』　謎のシェフと配達員　 結城真一郎  著　（出典：2024年７月21日 産経新聞　https://www.sankei.com/article/20240721-DS37M677HNP57NAAFWUPKWTZ54/）
産経新聞　書評　『失われたものたちの国』　苦味ある異世界物語　 ジョン・コナリー 著／田内志文 訳（出典：2024年9月15日 産経新聞 https://www.sankei.com/article/20240915-EGHNLRFJYZKU7IPAKCQAZZB4TE/
産経新聞　書評　『邪悪なる大蛇』　鬼才最後の犯罪小説　 ピエール・ルメートル 著／橘明美・荷見明子 訳（出典：2024年10月27日 産経新聞 https://www.sankei.com/article/20241027-UL3OINYQHNL4THGAY234W4YGVI/
産経新聞　書評　『ロンドンの姉妹、思い出のパリへ行く』　大戦を生きた女性像　 C・J・レイ著　／　髙山祥子訳（出典：2025年1月26日 産経新聞 https://www.sankei.com/article/20250126-E5XKJUJ675KZZILHWTO3I7KFBE/）
産経新聞　書評　『しずかなパレード』　妻が不倫告白の末に失踪　「不在」が生む存在感　 井上荒野著（出典：2025年4月6日 産経新聞 https://www.sankei.com/article/20250406-UBQBT3EDEZO3HCAI742MUEJAEY/
産経新聞　書評　『フェアリー・テイル　上・下巻』　大人が読む異世界物語　 スティーヴン・キング著（出典：2025年6月1日 産経新聞 https://www.sankei.com/article/20250601-LPWEVX55FZOMNOZFJFVKLXUBTU/
産経新聞　書評　『風に向かって』　逆協を乗り越える力　 クリスティン・ハナ著（出典：2025年7月27日 産経新聞https://www.sankei.com/article/20250727-GYTBR7VZJRNZFBD443NRFM7LOA/

## コーディネート
ネタ取材に裏づけとして、学識経験者や専門家が必要な場合の実績確認と取材交渉
映画、テレビ番組(情報、ドラマ)のロケ先の手配・交渉
記者発表、イベントへのテレビ、新聞、雑誌他メディアの動員及び企画提案
PGAゴルフ、オリンピック、パラリンピック、エミー賞、アカデミー賞、国際ゲームショー等、報道に関する現地メディアブース運営、配信
ライター及び取材コーディネート業務実績　（2011年以降から抜粋）
- 農林水産省：自給率向上委員会「FOOD　ACTION　NIPPON」のメディアプロモーション

NTV「青空レストラン」　
TBS「食の達人」番組一社提供　　全取材先の手配(出典：https://www.tbs.co.jp/shokutatsu/)
- 農林水産省：食品表示安全委員会　「FCPフード・コミュニケーション・プロジェクト」

実例インタビュー記事　http://www.food-communication-project.jp/ex/index.html
- バンクーバーオリンピックwebパナソニック　海外配信　http://5dreams.panasonic.net/
- APEC　：　外務省記者クラブ以外のメディアへの情報発信担当
- 2011年第42回、2013年第43回東京モーターショー：プレ・イベント、オープニング・イベント、主催者展示事業の3分野でメディアへの情報発信、取材コーディネート担当
- IMF/世銀総会2012　　：　2011～　財務省総会準備室　報道補佐
- 2016年～　東京都外部団体「東京観光財団」主催の外国人招聘事業ディレクター：フランス、アメリカ、オーストラリア、カナダ、イギリス、シンガポール担当
- 2018年～　内閣府事業補佐業務　：政府公報動画制作、対日投資関連番組制作、G20、大阪万博誘致メディアコーディネート

## リサーチ
- 2006～2010年　テレビ東京　リサーチデスク担当
- 2013年以降　日本テレビ放送網、テレビ朝日、フジテレビジョン　情報及び報道番組用リサーチ、取材コーディネート

## 主な業務取引先
- 電通、電通関西、電通九州、電通パブリックリレーションズ
- 日本放送協会　日本テレビ放送網　テレビ朝日　東京放送　テレビ東京　フジテレビジョン